# São Bento do Norte
São Bento do Norte, municipio del estado del Rio Grande del Norte (Brasil), localizado en la microrregión de Macau. De acuerdo con el IBGE (Instituto Brasilero de Geografía y Estadística), en el año 2003 su población era estimada en 3.440 habitantes. Área territorial de 289 km².